# Priority Records
Priority Records är ett amerikanskt skiv- och distributionsbolag, känt för artister som N.W.A, Ice-T, Jay-Z, Snoop Dogg, Silkk the Shocker och Westside Connection. Bolaget har även varit distributör åt flera skivbolag, till exempel Death Row Records, Ruthless Records, Roc-A-Fella Records, Rawkus Records, Wu-Tang Records, Hoo-Bangin' Records, No Limit Records, Posthuman Records och Rap-A-Lot Records. Enligt Billboard är skivbolaget en av de viktigaste inom västkusthiphop.